# Monument à Maisonneuve

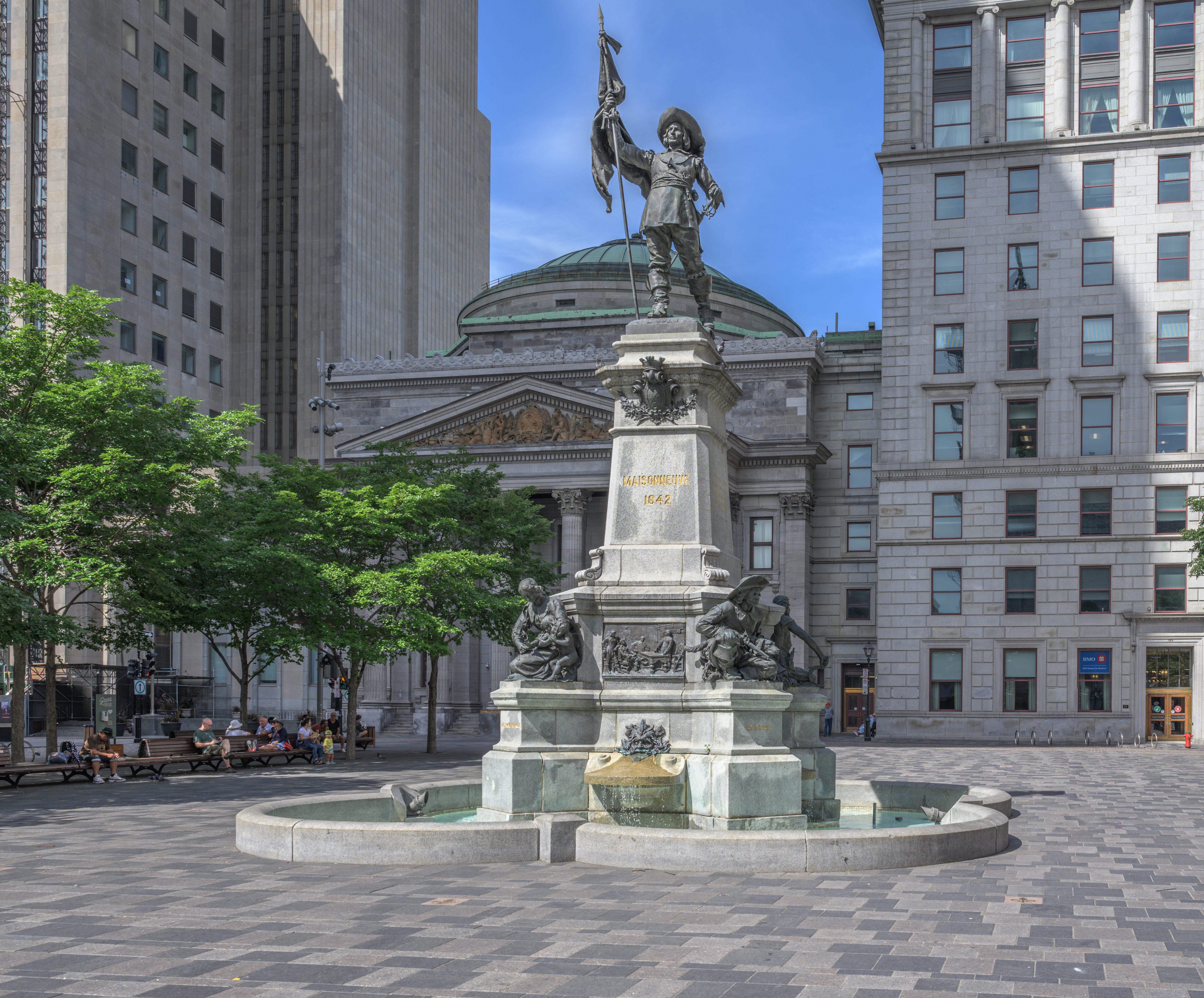
Monument à Maisonneuve sur la place d'Armes

Le Monument à Maisonneuve est une œuvre de Louis-Philippe Hébert à la mémoire de Maisonneuve, fondateur de Montréal, installée en 1895 au centre de la place d'Armes dans le Vieux-Montréal.

## Historique

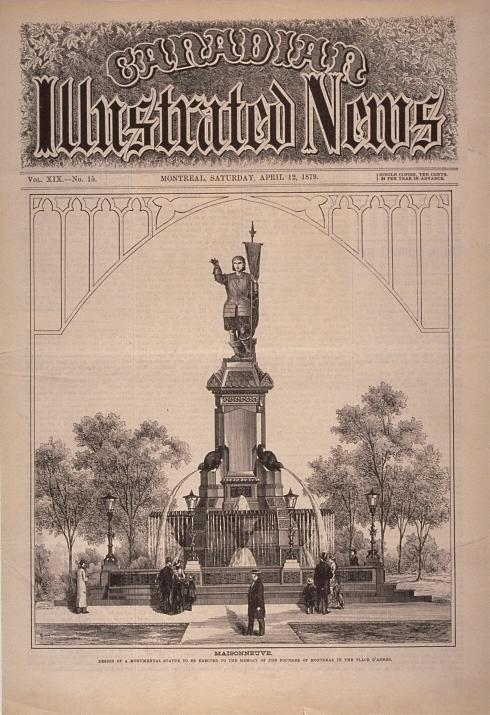
Projet d'un monument par Eugene Haberer, 1879

L'aménagement de la place a vu plusieurs projets se succéder. On installa d'abord une fontaine. Puis un groupe de citoyens imaginèrent un monument au fondateur de la ville: Paul de Chomedey, sieur de Maisonneuve. En 1879, on publia dans les journaux montréalais La Minerve et Canadian Illustrated News le projet. Celui-ci ne sera pas réalisé.
Pour célébrer le 250e anniversaire de la fondation de la ville, un projet fut adopté le 23 avril 1891 par le conseil municipal alors dirigé par le maire James McShane. Le sculpteur Louis-Philippe Hébert, bien occupé, fut approché pour soumettre ses projets. Sous le personnage de Maisonneuve, il propose de placer aux quatre coins des figures allégoriques. On lui suggère alors de remplacer les figures allégoriques par des personnages historiques.

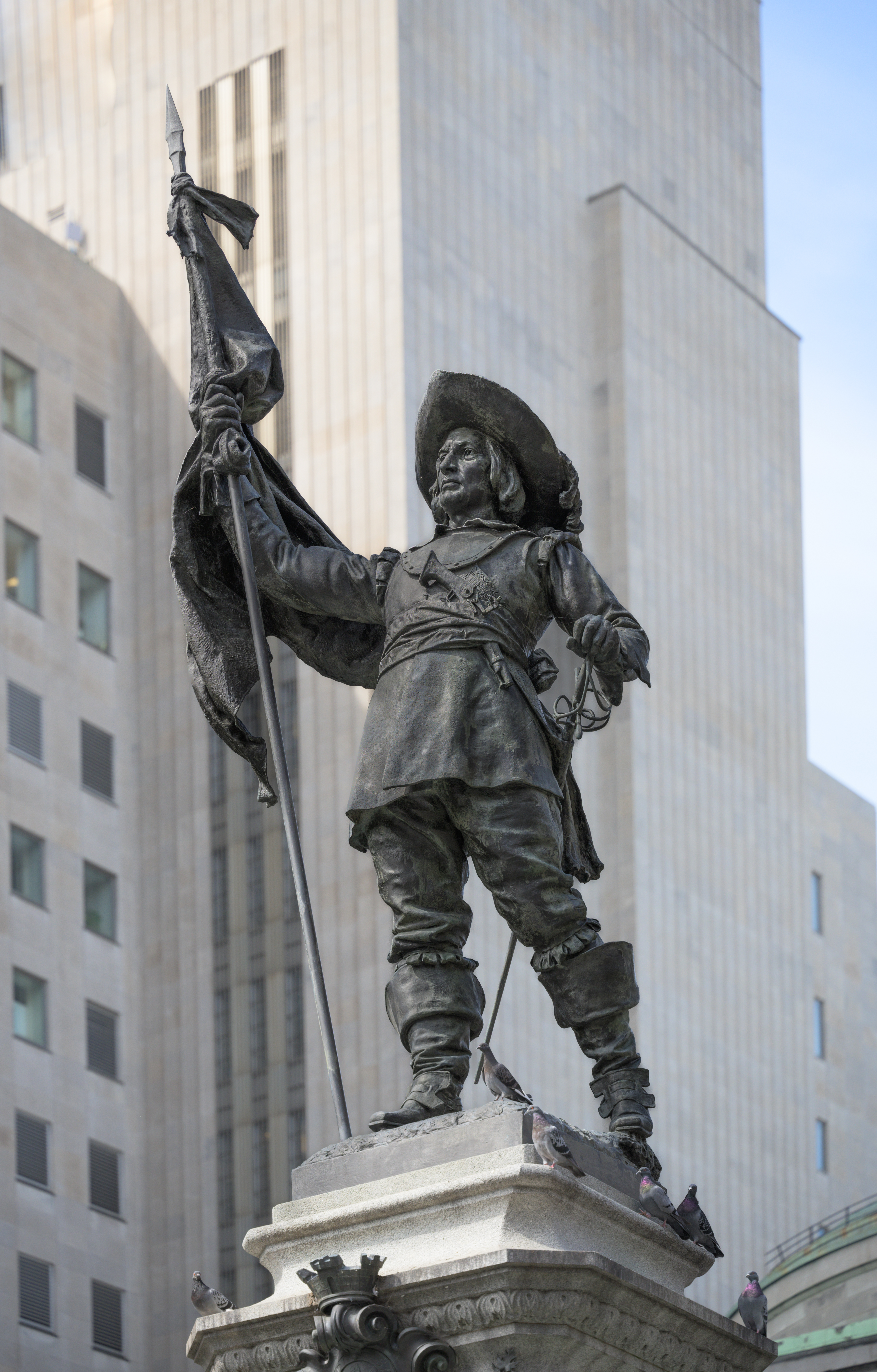
Maisonneuve

## L'œuvre

### Au sommet
Au-dessus d'un socle rectangulaire élevé, Maisonneuve porte fièrement un drapeau de la main droite alors qu'il tient une épée à la main gauche. Il porte un large chapeau au bord relevé, une tunique, des pantalons et de hautes bottes aux bords repliés. 

### Au centre
On peut lire sur le socle deux citations, l'une rappelant les paroles de Maisonneuve à M. de Montmagny, l'autre reprenant la parole du père Vimont prononcée lors de la première messe.
|  |  |

### En bas
Aux quatre coins, quatre figures accroupies portent un regard aux quatre directions.
- Le chef militaire Charles Le Moyne, avec une serpe;
- Lambert Closse, gouverneur intérimaire de Montréal, le fusil à la main, accompagné de sa chienne Pilote;
- Jeanne Mance, fondatrice de l’Hôtel-Dieu de Montréal, prenant soin d'un enfant;
- Le Huron Onahotaha

|  |  |  |  |

### Bas-reliefs
Le monument comporte, entre les figures, quatre bas-reliefs représentant des scènes historiques.
- Signature à Meudon, en France, de l'acte de fondation de Ville-Marie.
- Première messe à Ville-Marie en 1642 par le père Barthélemy, jésuite.
- Mort héroïque du héros de la Nouvelle-France, Dollard des Ormeaux, à la Bataille de Long Sault en 1660.
- L'exploit de la Place d'Armes est le meurtre d'un chef militaire Amérindien par Maisonneuve.

|  |  |  |  |

### Fontaine

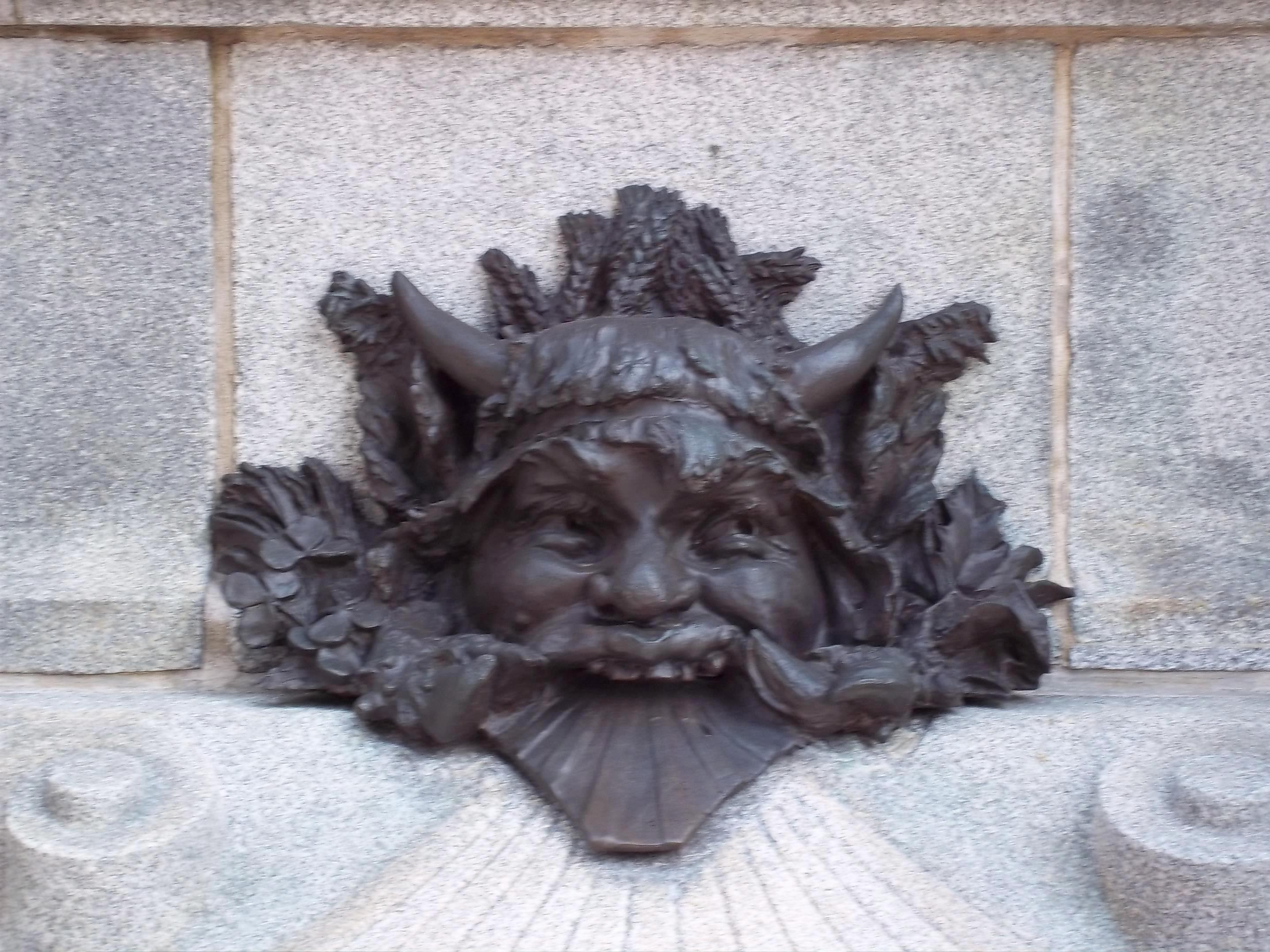
L'un des quatre mascarons

Le monument est aussi une fontaine avec son bassin. De l'eau s'écoule de la bouche de quatre mascarons des quatre côtés, tout en bas.

## Restauration majeure
La Ville de Montréal a entrepris en 2009 des travaux visant un réaménagement majeur de la place d'Armes. Ce projet représente un investissement de 15 millions de dollars et est réalisé en partenariat avec le ministère de la Culture, des Communications et de la Condition féminine du Québec. Dans le cadre de ces travaux, les différentes composantes du Monument à Maisonneuve (bassin et statues) subiront une restauration d'importance. Le tout sera terminé à l'été 2011.